# Provinz Huaylas

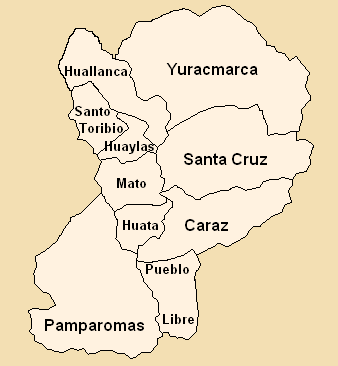
Distrikte der Provinz Huaylas

Die Provinz Huaylas ist eine der 20 Provinzen, die die Verwaltungsregion Ancash in Peru bilden. In dem 2292,78 km² großen Gebiet lebten im Jahr 2017 53.729 Menschen, was einer Bevölkerungsdichte von 23 Einwohnern pro km² entspricht. Verwaltungssitz ist Caraz.

## Geographische Lage
Die Provinz Huaylas erstreckt sich über einen 47 km langen Abschnitt des Hochtals Callejón de Huaylas zwischen der Cordillera Negra im Westen und der Cordillera Blanca im Osten. Im Westen liegt die Provinz Santa, im Süden die Provinz Yungay, im Osten die Provinz Pomabamba sowie im Norden die Provinzen Corongo und Sihuas.

## Gliederung
Die Provinz Huaylas besteht aus 10 Distrikten (distritos). Der Distrikt Caraz ist Sitz der Provinzverwaltung.
| Distrikt      | Verwaltungssitz |
| ------------- | --------------- |
| Caraz         | Caraz           |
| Huallanca     | Huallanca       |
| Huata         | Huata           |
| Huaylas       | Huaylas         |
| Mato          | Villa Sucre     |
| Pamparomás    | Pamparomás      |
| Pueblo Libre  | San Juan        |
| Santa Cruz    | Huaripampa      |
| Santo Toribio | Santo Toribio   |
| Yuracmarca    | Yuracmarca      |